# Michał Sobelman
Michał Sobelman (Sosnowiec, 1953. március 26. – Varsó, 2024. szeptember 11.) izraeli lengyel műfordító és dokumentumfilmes dramaturg, Izrael lengyelországi nagykövetségének sajtóattaséja, 

## Életpályája
1969-ben, a lengyel állampárt egy évvel korábbi antiszemita hecckampányát követően Izraelbe emigrált, ahol a jeruzsálemi Héber Egyetemen történelmet és szlavisztikát tanult. 1981–82ben az egyetem oktatója, majd 1988–1993 között a Jad Vasem Intézet munkatársa volt. 1993 óta Izrael varsói nagykövetségének sajtóattaséjaként tevékenykedett.
2008. januárjától a Słowo Żydowskie – Dosz Jídise Vort című lengyel–jiddis kétnyelvű havilap főszerkesztője.
Héber nyelvű irodalmat fordított. 2007-ben Judith Katzir írónő regénye jelent meg fordításában.